# Deportivo La Guaira FC
Deportivo La Guaira Fútbol Club, oftast bara Deportivo La Guaira, är en fotbollsklubb från La Guaira, några mil söder om huvudstaden Caracas, i Venezuela som bildades den 21 juni 2008 som "Real Esppor", men flyttade i juli 2013 till La Guaira och tog det nuvarande namnet. Klubben spelar sina hemmamatcher på Estadio Olímpico de la UCV i Caracas och har tagit en nationell titel: en seger i Copa Venezuela 2014, som gjorde att de kvalificerade sig för Copa Sudamericana för första gången.